# 特奧多·柯爾貝阿努
特奧多·亞歷山大·柯爾貝阿努（羅馬尼亞語/英語：Theodor Alexander Corbeanu；2002年5月17日—）是一名加拿大足球員，司職前鋒。現時效力美國職業足球大聯盟球隊多倫多FC (西班牙足球乙级联赛球隊格拉纳达外借)。加拿大國家男子足球隊成員。

## 生平

### 俱樂部生涯
2018年，柯爾貝阿努前往英國參加萊斯特城的試訓，但並不成功。然而此後他獲得了狼隊青訓學校的獎學金，並先後為狼隊的U-16和U-18青訓隊效力。

### 國家隊生涯
柯爾貝阿努出生於加拿大，但從父母處繼承了羅馬尼亞國籍，因此有資格為羅馬尼亞或加拿大披掛上陣。
柯爾貝阿努曾入選羅馬尼亞U-16國家隊，在一場迎戰愛爾蘭U-16國家隊的比賽中首次上陣，並且攻入兩球。然而，他在2019年決定退出羅馬尼亞國家隊體系，以保留未來為加拿大國家隊上陣的資格。
2020年12月，柯爾貝阿努入選翌年1月的加拿大男足集訓營，但他後來選擇退出，以便專心為狼隊效力。
2021年3月，柯爾貝阿努第一次入選加拿大男足世預賽大名單。3月25日，柯爾貝阿努在對戰百慕達的比賽的第77分鐘替補上陣，而且在上陣四分鐘後就攻入自己第一顆大國家隊入球，協助加拿大以5-1大勝百慕達。
2021年7月，柯爾貝阿努入選加拿大男足出戰當年中北美金盃的大名單。他在對戰馬提尼克的小組賽中攻入一球。同年12月，柯爾貝阿努獲選為加拿大足協年度最佳青年球員。